# Campeonato Paulista 1949
In 1949 werd het 48ste Campeonato Paulista gespeeld voor clubs uit de Braziliaanse staat São Paulo. De competitie werd gespeeld van 5 juni tot 11 december. São Paulo werd kampioen.

## Eindstand
| Plaats | Club                | Wed. | W  | G | V  | Saldo | Ptn. |
| ------ | ------------------- | ---- | -- | - | -- | ----- | ---- |
| 1.     | São Paulo           | 22   | 16 | 4 | 2  | 70:23 | 36   |
| 2.     | Palmeiras           | 22   | 12 | 4 | 6  | 40:31 | 28   |
| 3.     | Portuguesa          | 22   | 11 | 5 | 6  | 57:42 | 27   |
| 4.     | Santos              | 22   | 11 | 4 | 7  | 51:40 | 26   |
| 5.     | Ypiranga            | 22   | 11 | 2 | 9  | 50:42 | 24   |
| 5.     | Corinthians         | 22   | 8  | 8 | 6  | 49:37 | 24   |
| 7.     | Portuguesa Santista | 22   | 9  | 5 | 8  | 38:32 | 23   |
| 8.     | XV de Piracicaba    | 22   | 9  | 4 | 9  | 45:44 | 22   |
| 9.     | Jabaquara           | 22   | 7  | 3 | 12 | 44:53 | 17   |
| 10.    | Juventus            | 22   | 5  | 5 | 12 | 28:51 | 15   |
| 11.    | Nacional            | 22   | 5  | 2 | 15 | 27:70 | 12   |
| 12.    | Comercial           | 22   | 3  | 4 | 15 | 29:63 | 10   |

|  | Kampioen   |
|  | Degradatie |

### Kampioen
| Campeonato Paulista de 1949   |
| São Paulo                     |
| ----------------------------- |
| SÃO PAULO Kampioen (6° titel) |

## Topschutter
| Speler            | Speler | Goals | Club      |
| ----------------- | ------ | ----- | --------- |
| Vlag van Brazilië | Friaça | 24    | São Paulo |